# 北秋田市立森吉中学校
北秋田市立森吉中学校（きたあきたしりつ もりよしちゅうがっこう）は、秋田県北秋田市にある公立中学校。

## 沿革
- 1972年 - 森吉町立米内沢中学校、前田中学校、森吉中学校3校を併合し、新しく森吉町立森吉中学校が創立した。
- 1973年 - 校旗樹立。
- 1977年 - 格技場、給食室落成。
- 1979年 - プール落成。
- 1980年 - 学校林3000本植樹・憩いの森造成。
- 1981年 - LL、AN教室を設置する。
- 2005年 - 森吉町を含む4町合併で北秋田市市制施行により北秋田市立森吉中学校となる。

## 主な学区
- 北秋田市立米内沢小学校学区

## 主な卒業生
- 豪風旭（大相撲力士）

## アクセス
- 秋田内陸縦貫鉄道内陸線 桂瀬駅より徒歩12分
- 国道105号から秋田県道111号桂瀬笹館線経由1.7 km